# EN107

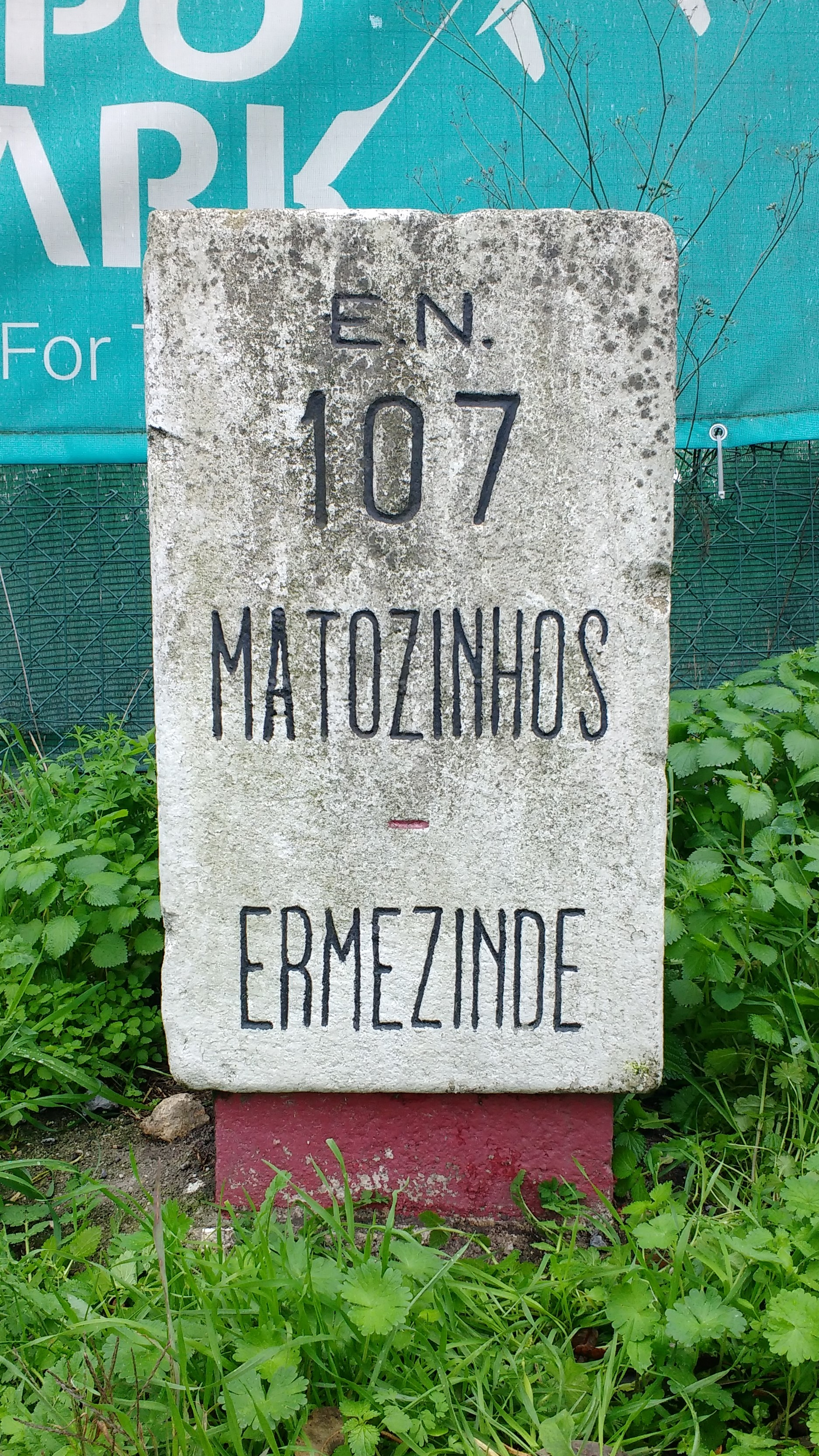
Marco miriamétrico ao km 10 da EN 107, em Moreira da Maia

A EN 107- Estrada Nacional n.º 107 é uma estrada nacional que integra a rede nacional de estradas de Portugal.
Fazia a ligação entre as cidades de Matosinhos e Ermesinde, concluindo o antigo Anel Externo do Porto (norte), uma vez que o Interno era a N12 ( Estrada da Circunvalação ).
Originalmente iniciava-se na zona da Ponte Móvel de Leixões, atravessando o centro de Leça da Palmeira até Freixieiro. Posteriormente, ainda na década de 1960, com a construção da Via Marechal Carmona (actual A28/IC1) entre Francos e Freixieiro, foi desclassificada neste percurso. 
Era também uma Estrada estratégica para a cidade do Porto, uma vez que ligava o Aeroporto e o Porto de Leixões, às outras estruturantes EN13, Via Norte/N14 e EN15. 
Desde a década de 1990, todo o seu percurso antigo está desclassificado, tendo sido substituída pela variante à EN107, posteriormente renomeada de IC24, entre Perafita e Alfena, e IC1 entre Leixões e Perafita. 
Hoje em dia, a EN107 foi reclassificada, e portanto, esta estrada atualmente é o acesso de ligação do aeroporto à A41/IC24, construído na década de 90, mais tarde ganhando importância com a construção da VRI.